# Denominación de Origen Vinagre de Jerez

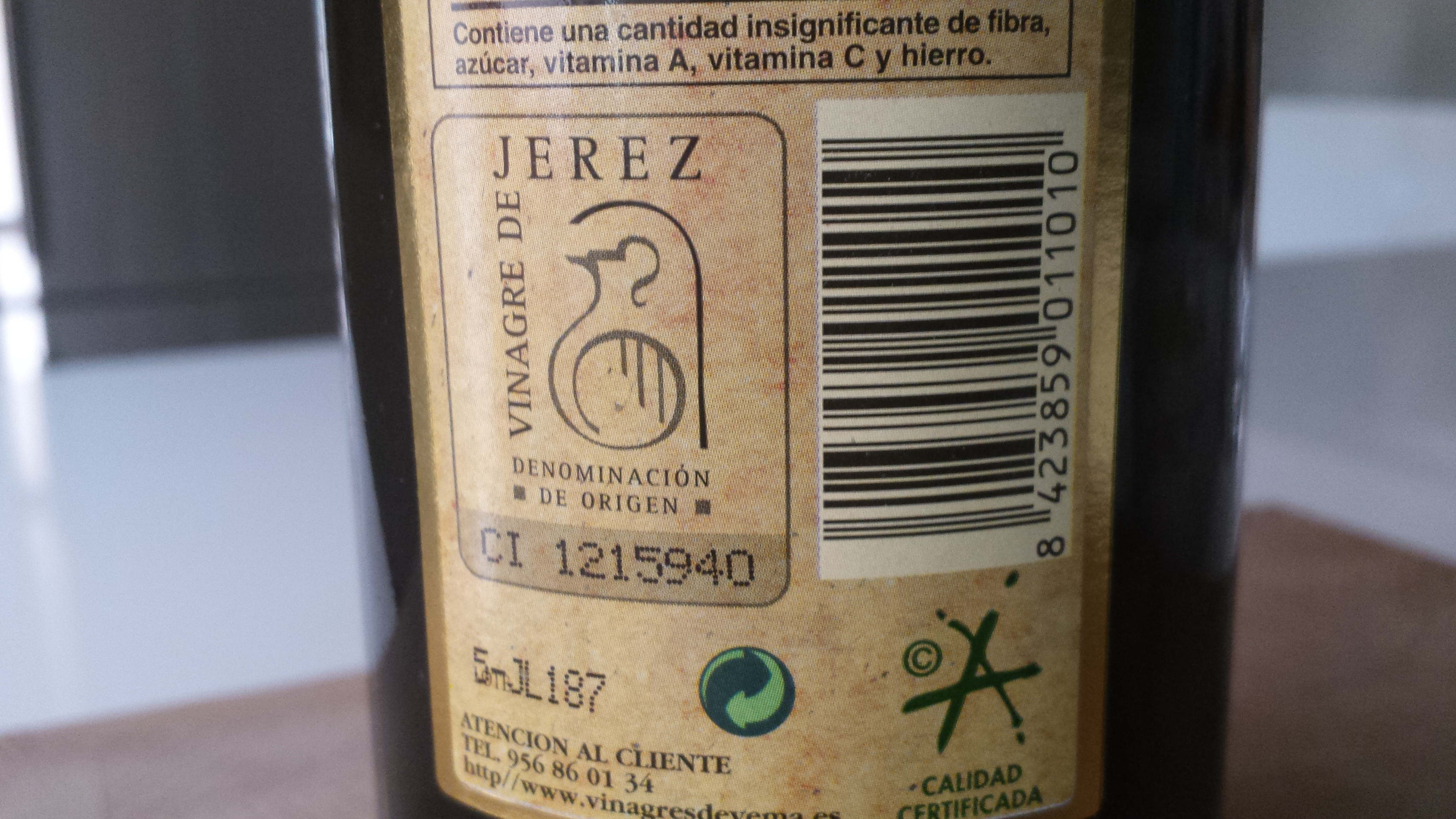
Etiqueta de la DO Vinagre de Jerez

La Denominación de Origen Vinagre de Jerez es la denominación de origen protegida española que ampara legalmente la crianza y comercialización del vinagre de Jerez.

## Historia

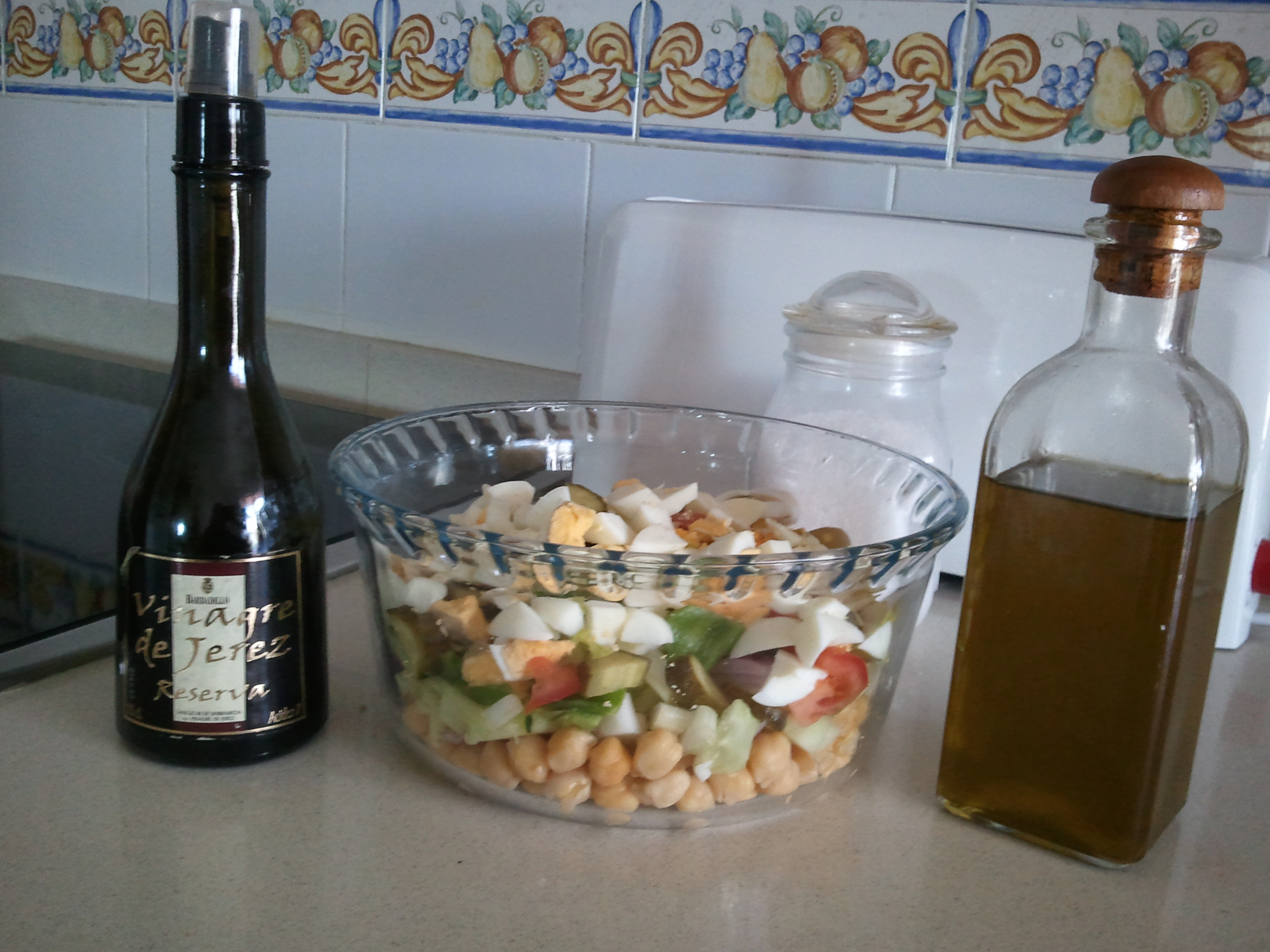
Vinagreta con Vinagre de Jerez

La primera constancia del uso comercial de vinos avinagrados para data de 1945, por parte de Antonio Páez Lobato, figura reconocida por todo el sector.
La Denominación de origen fue constituida legalmente en 1994 junto a su Consejo Regulador para la regulación de la crianza y comercialización de vinagres elaborados a partir de vinos amparados bajo la Denominación de Origen Jerez-Xérès-Sherry, siendo la primera de un vinagre en España.
La DOP Vinagre de Jerez cuenta con reconocimiento ante la Unión Europea desde el 5 de octubre de 2011 y ante la Organización Mundial de la Propiedad Intelectual desde el 22 de junio de 2021.
A nivel empresarial existe la Asociación Empresarial de Vinagres de Jerez (Asevijerez).
En los últimos años la venta de vinagre se ha incrementado de manera constante, superando los 5 millones de litros anuales. Esto amenaza con una limitación temporal en la capacidad de producción.

## Tipos de Vinagre
Según los períodos de envejecimiento a que sean sometidos en barricas de jerez los vinagres amparados, se distinguirán las siguientes categorías:
- Vinagre de Jerez: es el vinagre amparado por esta denominación, sometido a un tiempo de envejecimiento mínimo de seis meses.
- Vinagre de Jerez Reserva: es el vinagre amparado por esta denominación, sometido a un tiempo de envejecimiento mínimo de dos años.
- Vinagre de Jerez Gran Reserva: Es el vinagre amparado por esta denominación, sometido a un tiempo de envejecimiento mínimo de diez años.

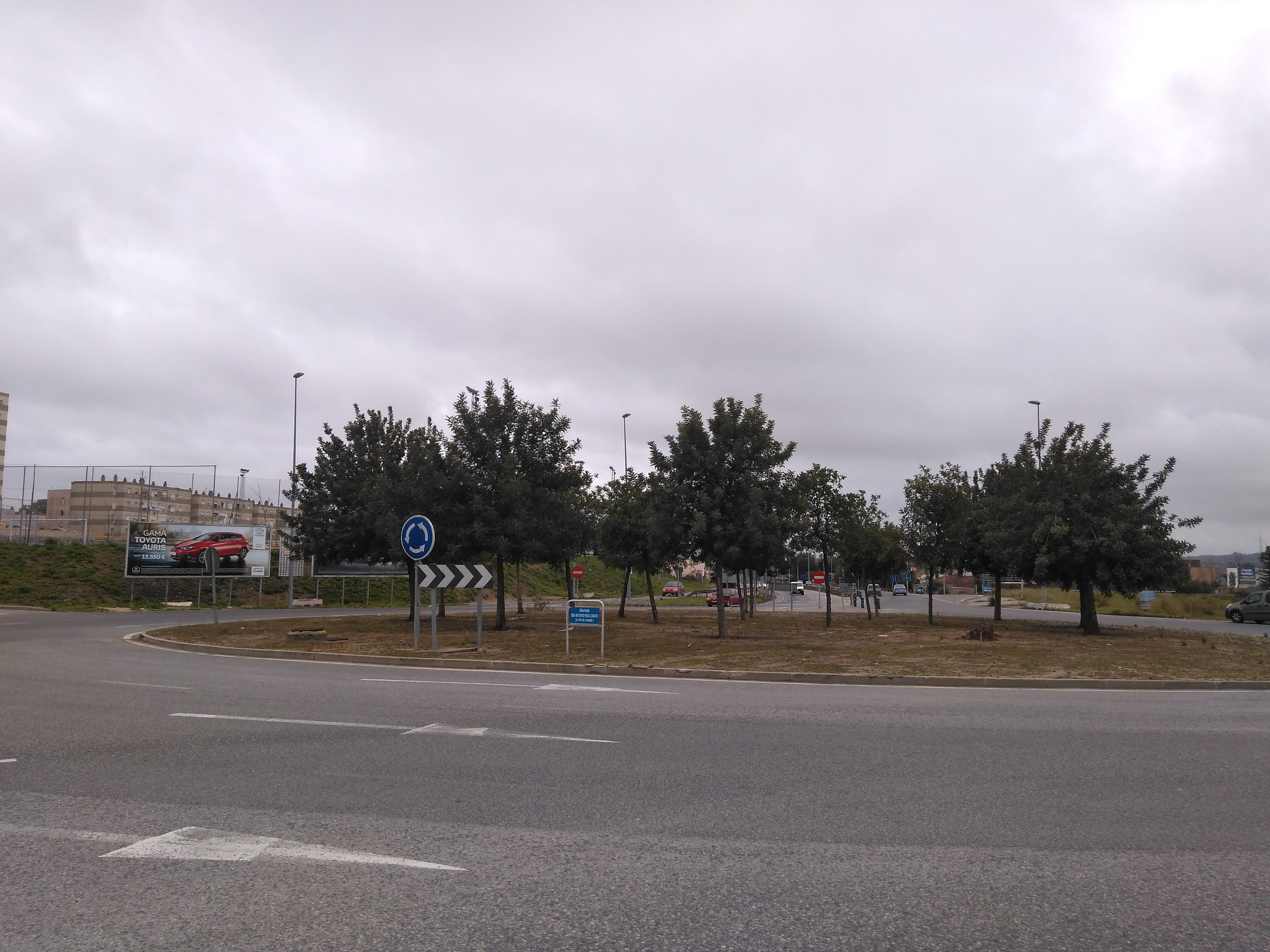
Glorieta dedicada a Antonio Páez Lobato, "el rey del vinagre"

El sistema de “añadas” es un sistema de crianza estático, en el que los vinagres procedentes de una determinada fermentación acética, una vez adquieren la consideración de Vinagre Apto, se envejecen separadamente sin realizar en ningún momento combinaciones con otros vinagres. De acuerdo con las normas del Consejo Regulador, estos vinagres permanecen durante todo este tiempo en las mismas vasijas.

### Semi-dulces
Adicionalmente, en función de la utilización de vinos de las variedades correspondientes, se distinguen los siguientes tipos de Vinagre de Jerez semidulce, los cuales pueden corresponder a cualquiera de las categorías descritas en el punto anterior:
- Vinagre de Jerez al Pedro Ximénez: es el vinagre amparado por esta denominación, al que se le adiciona durante el proceso de crianza vinos del tipo Pedro Ximénez.
- Vinagre de Jerez al Moscatel: es el vinagre amparado por esta denominación, al que se le adiciona durante el proceso de crianza vinos del tipo Moscatel.

### Dulces
Categoría añadida en 2012, que surge de aderezar el vinagre con vino Pedro Ximénez o Moscatel.

### Balsámicos
En 2018 se inicia la regulación de los balsámicos, que se confirma en 2020.

### Otros
Diversas investigaciones están demostrando la viabilidad de incluir maceración de frutas en el proceso de producción para dar lugar a vinagres con mayor poder antioxidante y mejores sabores y/u olores

## Derivados

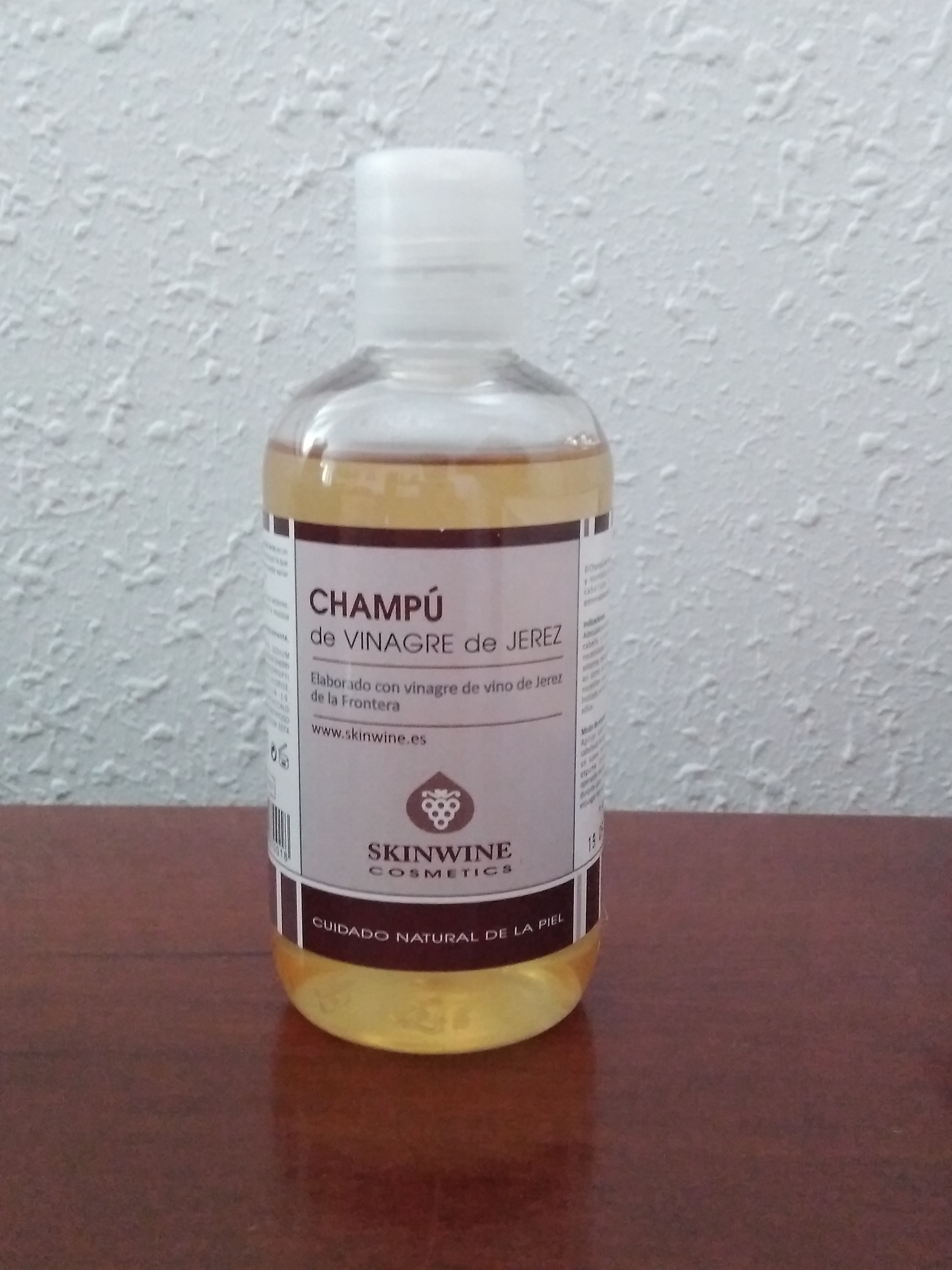
Champú de Vinagre de Jerez

Las propiedades del vinagre ha dado lugar a su uso como ingrediente de otros productos como cosméticos.

## Cultura popular
Existen numerosas referencias al Vinagre de Jerez en la cultura popular. Destaca, por ejemplo Orson Welles, que siempre lo usaba en sus ensaladas.